# La Vieille Rivière
Pour les articles homonymes, voir Vieille Rivière.
La Vieille Rivière est un affluent de la rive nord-ouest du fleuve Saint-Laurent. Cette rivière coule dans la municipalité de Petite-Rivière-Saint-François, dans la municipalité régionale de comté (MRC) de Charlevoix, dans la région administrative de la Capitale-Nationale, dans la province de Québec, au Canada.
Le cours de cette petite rivière de montagne descend en traversant une zone résidentielle entre le Mont Gabrielle-Roy et le fleuve Saint-Laurent. Les activités économiques de cette vallée sont concentrées sur l'hébergement pour fin des activités récréotouristiques notamment l'important centre de ski alpin du "Massif de Charlevoix" qui est localisé tout près du côté sud.
La surface de la Vieille Rivière est généralement gelée du début de décembre jusqu'à la fin de mars, sauf les zones de remous ; toutefois la circulation sécuritaire sur la glace se fait généralement de la mi-décembre à la mi-mars. Le niveau de l'eau de la rivière varie selon les saisons et les précipitations ; la crue printanière survient en mars ou avril.

## Géographie
La Vieille Rivière prend sa source à l'embouchure d'un petit lac non identifié (longueur : 0,19 km ; altitude : 409 m). Cette source est encaissée entre trois sommets de montagne : un sommet (altitude : 500 m) à 1,9 km du côté nord ; la montagne "La Pointue" (altitude : 630 m) à 1,3 km du côté Est ; le mont Gabrielle-Roy (altitude : 710 m) à 1,9 km du côté sud-ouest. Cette source est située à :
- 1,8 km au sud-est de la route 138 laquelle s'éloigne de 5 à 6 kilomètres de la rive du fleuve Saint-Laurent dans cette zone ;
- 8,4 km au nord-ouest du centre du village de Petite-Rivière-Saint-François ;
- 7,5 km au sud du centre-ville de Baie-Saint-Paul ;
- 31,4 km au nord du centre-ville de Saint-Tite-des-Caps.

À partir du barrage à l'embouchure de ce petit lac de tête, le cours de cette rivière coule en zone urbaine sur 4,2 km en dévalant la montagne avec une dénivellation de 405 m, selon les segments suivants :
- 1,7 km vers le sud-est dans une petite vallée de plus en plus évasée, jusqu'à la décharge d'un ruisseau (venant de l'ouest) ;
- 2,5 km vers le sud-est, avec une dénivellation de 347 m dans une vallée encaissée en traversant un secteur résidentiel et en coupant le chemin de fer qui longe la rive du fleuve Saint-Laurent, jusqu'à son embouchure[2].

La Vieille Rivière se déverse sur la rive nord-ouest du fleuve Saint-Laurent, du côté nord de la Pointe des Grandes Mules, dans la zone désignée "Anse de la Vieille Rivière", dans la municipalité de Petite-Rivière-Saint-François. Cette confluence est localisée à :
- 10,0 km au sud du centre-ville de Baie-Saint-Paul ;
- 6,1 km au nord du centre du village de Petite-Rivière-Saint-François ;
- 5,3 km à l'est de la route 138 ;
- 2,2 km au nord du hameau "Maillard"[2].

## Toponymie
La désignation toponymique « La Veille Rivière » parait dans « Un trésor dans la montagne » de Marthe B. Hogue. Il fut recueilli par une enquête en août 1976. La désignation « ruisseau du Moulin à Scie » s'avère une variante du nom officiel, qui avait été officialisée le 22 septembre 1976.
Le toponyme « La Vieille Rivière » a été officialisé le 7 août 1978 à la Banque des noms de lieux de la Commission de toponymie du Québec.